# Alfredo Castellani
Alfredo Castellani (Roma, 11 maggio 1856 – Roma, 8 gennaio 1930) è stato un orafo e restauratore italiano.

## Biografia
Alfredo Castellani nasce a Roma l'11 maggio del 1856 da Augusto Castellani e Annetta Farina. Viene avviato alla carriera di orafo così come il padre e il nonno Fortunato Pio Castellani, fondatore del noto studio di oreficeria che a Roma produsse celeberrime opere in stile antiquariale recuperando modi e tecniche della tradizione orafa etrusca e romana. Alfredo studia disegno con il maestro Salvatore Zeri e si specializza nella bottega paterna come orafo e come restauratore.
Restaura il "bisellium" di Amiterno, che presenta all'Esposizione Internazionale di Vienna del 1873, la "tensa capitolina" e la "lettiga esquilina" manufatti di arte etrusco-romana, in seguito donati dal padre al Musei Capitoli. Sempre con Augusto nel 1878 partecipa all'Esposizione Universale di Parigi presentando 40 opere di oreficeria “mediterranea”, “ medievale” e “rinascimentale”, ottenendo la medaglia d'argento per le copie del “bisellium” e della "lettiga capitolina". L'anno successivo (21 gennaio 1879) viene nominato Cavaliere dell'Ordine della Corona d'Italia per meriti nella sua professione. Nel 1883 partecipa all'Esposizione di Roma, presentando solo gioielli in argento mentre nel 1884 partecipa all'Esposizione di Torino, con il padre Augusto: i suoi oggetti in ottone e rame con intarsi d'argento, novità della mostra, incontrano l'approvazione della critica. Nel 1887 sposa Ersilia Narducci e sempre lavorando nella bottega di famiglia partecipa nel 1890 alla realizzazione della coperta di messale in oro avorio, mosaici e gemme, che donerà alla sua morte alla Basilica di San Pietro dopo la sua morte nel 1930.
Con l'inizio del Novecento e il cambio delle mode e dei gusti nel nuovo secolo lo stile antiquiariale dell'oreficerie Castellani non incontra più il gusto del pubblico ed iniziano le prime difficoltà finanziarie della nota bottega sita a Palazzo Poli in piazza della Fontana di Trevi. Il 22 gennaio 1919 Alfredo firma l'atto  di cessione-donazione della collezione Castellani allo Stato Italiano che, compresa la sezione dell'oreficeria moderna, entra a far parte delle raccolte del Museo Etrusco di Villa Giulia ove è tuttora visibile. L'attività viene chiusa definitivamente nel giugno 1927 per difficoltà finanziarie dopo circa novanta anni di prestigiosa produzione. Due anni più tardi (il 20 luglio 1929) Alfredo Castellani fa testamento lasciando tutto il materiale, compresi i disegni e i modelli della bottega-laboratorio al Museo Artistico Industriale. che il padre Augusto aveva fondato per rilanciare a Roma la cultura artistico-artigianale; i libri alla biblioteca Castellani passarono dell'Istituto di archeologia e storia dell'arte dell'Università "La Sapienza" mentre le carte di famiglia ed i documenti vengono inviati all'Archivio di Stato di Roma. Alfredo muore a Roma l'8 gennaio del 1930 e viene sepolto presso il Cimitero del Verano di Roma.

## Albero genealogico
Gli orafi Castellani
| Carolina Baccani | Carolina Baccani | Carolina Baccani      | Carolina Baccani      | Carolina Baccani      | Carolina Baccani      |                       |                       |  |  |                    |                    | Fortunato Pio Castellani | Fortunato Pio Castellani | Fortunato Pio Castellani | Fortunato Pio Castellani | Fortunato Pio Castellani | Fortunato Pio Castellani |                                       |                                       |                                       |                                       |                                       |                                       |            |            |                                             |                                             |                                             |                                             |                                             |                                             |  |  |  |  |                                          |                                          |                                          |                                          |                                          |                                          |  |  |  |  |  |  |  |  |  |  |  |  |  |  |  |  |  |  |  |  |  |  |  |  |  |  |  |  |  |  |
| Carolina Baccani | Carolina Baccani | Carolina Baccani      | Carolina Baccani      | Carolina Baccani      | Carolina Baccani      |                       |                       |  |  |                    |                    | Fortunato Pio Castellani | Fortunato Pio Castellani | Fortunato Pio Castellani | Fortunato Pio Castellani | Fortunato Pio Castellani | Fortunato Pio Castellani |                                       |                                       |                                       |                                       |                                       |                                       |            |            |                                             |                                             |                                             |                                             |                                             |                                             |  |  |  |  |                                          |                                          |                                          |                                          |                                          |                                          |  |  |  |  |  |  |  |  |  |  |  |  |  |  |  |  |  |  |  |  |  |  |  |  |  |  |  |  |  |  |
|                  |                  |                       |                       |                       |                       |                       |                       |  |  |                    |                    |                          |                          |                          |                          |                          |                          |                                       |                                       |                                       |                                       |                                       |                                       |            |            |                                             |                                             |                                             |                                             |                                             |                                             |  |  |  |  |                                          |                                          |                                          |                                          |                                          |                                          |  |  |  |  |  |  |  |  |  |  |  |  |  |  |  |  |  |  |  |  |  |  |  |  |  |  |  |  |  |  |
|                  |                  |                       |                       |                       |                       |                       |                       |  |  |                    |                    |                          |                          |                          |                          |                          |                          |                                       |                                       |                                       |                                       |                                       |                                       |            |            |                                             |                                             |                                             |                                             |                                             |                                             |  |  |  |  |                                          |                                          |                                          |                                          |                                          |                                          |  |  |  |  |  |  |  |  |  |  |  |  |  |  |  |  |  |  |  |  |  |  |  |  |  |  |  |  |  |  |
|                  |                  |                       |                       |                       |                       |                       |                       |  |  |                    |                    |                          |                          |                          |                          |                          |                          |                                       |                                       |                                       |                                       |                                       |                                       |            |            |                                             |                                             |                                             |                                             |                                             |                                             |  |  |  |  |                                          |                                          |                                          |                                          |                                          |                                          |  |  |  |  |  |  |  |  |  |  |  |  |  |  |  |  |  |  |  |  |  |  |  |  |  |  |  |  |  |  |
|                  |                  | Alessandro Castellani | Alessandro Castellani | Alessandro Castellani | Alessandro Castellani | Alessandro Castellani | Alessandro Castellani |  |  | Augusto Castellani | Augusto Castellani | Augusto Castellani       | Augusto Castellani       | Augusto Castellani       | Augusto Castellani       |                          |                          | Guglielmo Castellani                  | Guglielmo Castellani                  | Guglielmo Castellani                  | Guglielmo Castellani                  | Guglielmo Castellani                  | Guglielmo Castellani                  |            |            | Camilla Castellani sposa Francesco Carlandi | Camilla Castellani sposa Francesco Carlandi | Camilla Castellani sposa Francesco Carlandi | Camilla Castellani sposa Francesco Carlandi | Camilla Castellani sposa Francesco Carlandi | Camilla Castellani sposa Francesco Carlandi |  |  |  |  | Virginia Castellani sposa Luigi Narducci | Virginia Castellani sposa Luigi Narducci | Virginia Castellani sposa Luigi Narducci | Virginia Castellani sposa Luigi Narducci | Virginia Castellani sposa Luigi Narducci | Virginia Castellani sposa Luigi Narducci |  |  |  |  |  |  |  |  |  |  |  |  |  |  |  |  |  |  |  |  |  |  |  |  |  |  |  |  |  |  |
|                  |                  | Alessandro Castellani | Alessandro Castellani | Alessandro Castellani | Alessandro Castellani | Alessandro Castellani | Alessandro Castellani |  |  | Augusto Castellani | Augusto Castellani | Augusto Castellani       | Augusto Castellani       | Augusto Castellani       | Augusto Castellani       |                          |                          | Guglielmo Castellani                  | Guglielmo Castellani                  | Guglielmo Castellani                  | Guglielmo Castellani                  | Guglielmo Castellani                  | Guglielmo Castellani                  |            |            | Camilla Castellani sposa Francesco Carlandi | Camilla Castellani sposa Francesco Carlandi | Camilla Castellani sposa Francesco Carlandi | Camilla Castellani sposa Francesco Carlandi | Camilla Castellani sposa Francesco Carlandi | Camilla Castellani sposa Francesco Carlandi |  |  |  |  | Virginia Castellani sposa Luigi Narducci | Virginia Castellani sposa Luigi Narducci | Virginia Castellani sposa Luigi Narducci | Virginia Castellani sposa Luigi Narducci | Virginia Castellani sposa Luigi Narducci | Virginia Castellani sposa Luigi Narducci |  |  |  |  |  |  |  |  |  |  |  |  |  |  |  |  |  |  |  |  |  |  |  |  |  |  |  |  |  |  |
|                  |                  |                       |                       |                       |                       |                       |                       |  |  |                    |                    |                          |                          |                          |                          |                          |                          |                                       |                                       |                                       |                                       |                                       |                                       |            |            |                                             |                                             |                                             |                                             |                                             |                                             |  |  |  |  |                                          |                                          |                                          |                                          |                                          |                                          |  |  |  |  |  |  |  |  |  |  |  |  |  |  |  |  |  |  |  |  |  |  |  |  |  |  |  |  |  |  |
|                  |                  | Torquato Castellani   | Torquato Castellani   | Torquato Castellani   | Torquato Castellani   | Torquato Castellani   | Torquato Castellani   |  |  | Alfredo Castellani | Alfredo Castellani | Alfredo Castellani       | Alfredo Castellani       | Alfredo Castellani       | Alfredo Castellani       |                          |                          | Guendalina Castellani sposa Pio Fabri | Guendalina Castellani sposa Pio Fabri | Guendalina Castellani sposa Pio Fabri | Guendalina Castellani sposa Pio Fabri | Guendalina Castellani sposa Pio Fabri | Guendalina Castellani sposa Pio Fabri |            |            | Onorato Carlandi                            | Onorato Carlandi                            | Onorato Carlandi                            | Onorato Carlandi                            | Onorato Carlandi                            | Onorato Carlandi                            |  |  |  |  | Virgilio Narducci                        | Virgilio Narducci                        | Virgilio Narducci                        | Virgilio Narducci                        | Virgilio Narducci                        | Virgilio Narducci                        |  |  |  |  |  |  |  |  |  |  |  |  |  |  |  |  |  |  |  |  |  |  |  |  |  |  |  |  |  |  |
|                  |                  | Torquato Castellani   | Torquato Castellani   | Torquato Castellani   | Torquato Castellani   | Torquato Castellani   | Torquato Castellani   |  |  | Alfredo Castellani | Alfredo Castellani | Alfredo Castellani       | Alfredo Castellani       | Alfredo Castellani       | Alfredo Castellani       |                          |                          | Guendalina Castellani sposa Pio Fabri | Guendalina Castellani sposa Pio Fabri | Guendalina Castellani sposa Pio Fabri | Guendalina Castellani sposa Pio Fabri | Guendalina Castellani sposa Pio Fabri | Guendalina Castellani sposa Pio Fabri |            |            | Onorato Carlandi                            | Onorato Carlandi                            | Onorato Carlandi                            | Onorato Carlandi                            | Onorato Carlandi                            | Onorato Carlandi                            |  |  |  |  | Virgilio Narducci                        | Virgilio Narducci                        | Virgilio Narducci                        | Virgilio Narducci                        | Virgilio Narducci                        | Virgilio Narducci                        |  |  |  |  |  |  |  |  |  |  |  |  |  |  |  |  |  |  |  |  |  |  |  |  |  |  |  |  |  |  |
|                  |                  |                       |                       |                       |                       |                       |                       |  |  |                    |                    |                          |                          |                          |                          |                          |                          |                                       |                                       |                                       |                                       |                                       |                                       |            |            |                                             |                                             |                                             |                                             |                                             |                                             |  |  |  |  |                                          |                                          |                                          |                                          |                                          |                                          |  |  |  |  |  |  |  |  |  |  |  |  |  |  |  |  |  |  |  |  |  |  |  |  |  |  |  |  |  |  |
|                  |                  | Olga Castellani       | Olga Castellani       | Olga Castellani       | Olga Castellani       | Olga Castellani       | Olga Castellani       |  |  |                    |                    | Pompeo Fabri             | Pompeo Fabri             | Pompeo Fabri             | Pompeo Fabri             | Pompeo Fabri             | Pompeo Fabri             |                                       |                                       | Emma Fabri                            | Emma Fabri                            | Emma Fabri                            | Emma Fabri                            | Emma Fabri | Emma Fabri |                                             |                                             |                                             |                                             |                                             |                                             |  |  |  |  |                                          |                                          |                                          |                                          |                                          |                                          |  |  |  |  |  |  |  |  |  |  |  |  |  |  |  |  |  |  |  |  |  |  |  |  |  |  |  |  |  |  |